# Zuid-Afrikaanse Klasse 20E

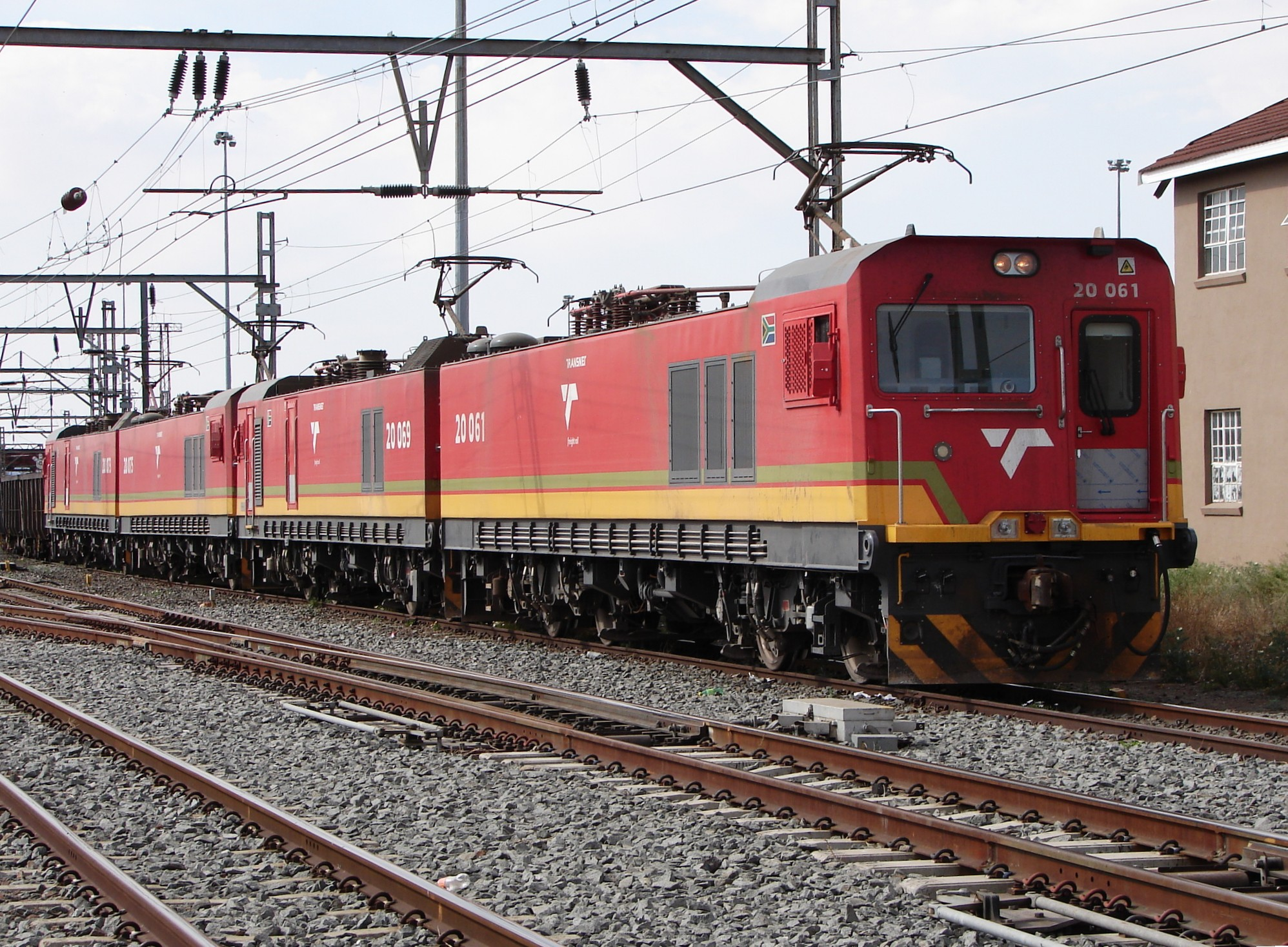
Nr. 20-061 in De Aar, Noord-Kaap op 9 oktober 2015

De Transnet Freight Rail Klasse 20E van 2013 is een Zuid-Afrikaanse elektrische locomotief. 
Begin augustus 2013 werd de eerste van vijfennegentig elektrische locomotieven van klasse 20E met dubbele spanning voor Transnet Freight Rail voor het eerst op zijn draaistellen neergelaten. Tien van deze locomotieven werden gebouwd door de Zhuzhou Electric Locomotive Company in China, terwijl de rest lokaal werd gebouwd.  

## Fabrikant
Zhuzhou Electric Locomotive Company, een toonaangevende treinfabrikant en dochteronderneming van China South Locomotive and Rolling Stock Corporation (CSR), bouw de eerste tien van vijfennegentig 3 kV DC en 25 kV AC dubbele spanning Klasse 20E elektrische locomotieven voor Transnet. De uitrolceremonie van de eerste locomotief, nummer 20-001, vond plaats op 20 augustus 2013 in de fabriek in Changsha in de provincie Hunan van China.  
Het contract markeerde Zhuzhou's grootste afzonderlijke buitenlandse order voor elektrische locomotieven tot nu toe en voorzag in de mogelijkheid voor het bedrijf om technologieën voor de productie van elektrische locomotieven naar Zuid-Afrika te exporteren om een lokale productieverhouding van meer dan 60 procent mogelijk te maken. De eerste twee van deze locomotieven, nummers 20-002 en 20-003, landden op 14 november 2013 in de haven van Durban. Drie meer, nummers 20-001, 20-004 en 20-005, kwamen aan land op 18 december 2013.
Van de resterende vijfentachtig locomotieven werden de nummers 20-011 tot 20-025 door Transnet Engineering in Koedoespoort uit Chinese kits gebouwd en waren ze eind september 2014 in dienst.
De rest van de bestelling heeft meer lokale inhoud en werd gebouwd in Koedoespoort in Zuid-Afrika door een consortium bestaande uit CSR Zhuzhou en het Zuid-Afrikaanse Black Economic Empowerment-bedrijf Matsetse Basadi. De eerste hiervan, nummer 20-026, was eind september 2014 in dienst.

## Kenmerken
Het loclichaam is een gelast monocoque-ontwerp, gemaakt van stalen platen en geprofileerde elementen met een druksterkte van 4,45 meganewton en een treksterkte van 4 meganewton.
De Klasse 20E is uitgerust met een draadloos datatransmissiesysteem dat de bedrijfsstatus van de locomotief, foutgegevens en energieverbruiksgegevens via GSM en Wi-Fi naar een baanstation kan sturen voor analyse. Het is ook uitgerust met een as-temperatuuralarm, brandalarmsysteem, CCTV-systeem, smeerinrichting voor wielflenzen en, als persoonlijke veiligheidsmaatregel, hoogspanningsbeveiliging. De AC-tractiemotoren worden gevoed door bipolaire transistorbesturing met een geïsoleerde poort (IGBT).

### Dubbele spanning
Net als bij de dubbele spanning Klasse 19E, wordt het elektrische hoofdcircuit automatisch geselecteerd in AC- of DC-modus, op basis van de spanning van de bovenleiding die de locomotief voedt. Om de automatische probleemloze overgang tijdens het rijden te vergemakkelijken, is de locomotief uitgerust met ingebouwde spanningsdetectoren, terwijl de bovenleiding is uitgerust met twee houten isolatoren en een lengte van 3 meter neutrale draad om de AC- en DC-voeding te scheiden. Het neutrale gedeelte is verbonden met de rails die dienen als de teruggeleider op geëlektrificeerde lijnen.
Het overgangsproces vereist dat de locomotief automatisch wordt uitgeschakeld voordat deze de isolatoren en het niet-bekrachtigde bovenleidingsgedeelte bereikt, en automatisch opnieuw wordt gestart na het verlaten van de niet-bekrachtigde draad. Dit wordt gedaan door een paar rupsmagneten, een aan weerszijden van de neutrale bovenleiding en op een afstand van 45 meter. De twee magneten zijn gemonteerd met hun polariteiten omgekeerd ten opzichte van elkaar en ze activeren een magnetisch relais dat zich achter de koevanger van de locomotief bevindt om het uitschakelen en herstarten uit te voeren.

### Gemengde kracht
De locomotief heeft regeneratief en reostatisch remmen, een maximale snelheid van 100 km/u en is uitgerust met lagesnelheidscontroles. Met behulp van radiofrequente stroomverdeling (RFDP) technologie kunnen de eenheden in het middel van de trein werken in lange wagenopstellingen.
Een Klasse 20E-eenheid kan ook worden gebruikt als de leidende locomotief in samenwerking met meerdere eenheden met diesel-elektrische locomotieven.

## Dienst
Na het testen werd de eerste van de in China gebouwde locomotieven in dienst genomen in maart 2014, werkend aan de mangaanertslijn tussen Hotazel in de Noord-Kaap en Port Elizabeth in de Oost-Kaap via Kimberley, De Aar en Noupoort.
Twee klasse 20E-eenheden, nummers 20-031 en 20-032, werden geselecteerd om te worden gebruikt op de Bloutrein en werden opgeleverd in blauwe kleurstelling. In de Bloutrein-dienst vervingen ze begin 2015 de eerder gebruikte Klasse 18E's op de DC-lijnen, de Klasse 7E's op de AC-lijnen en de Klassen 14E en 14E1 in 2015. De Klassen 14E en 14E1 zijn kort daarvoor uit dienst genomen. 

## Illustratie

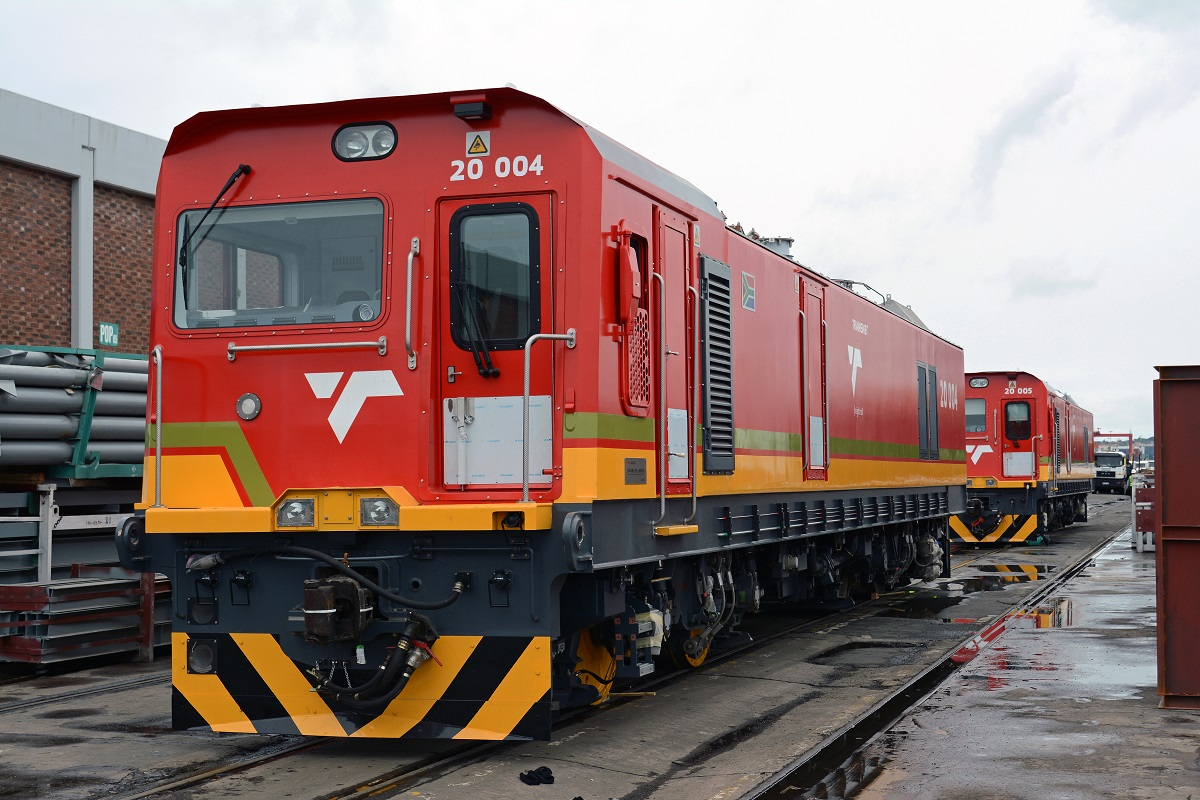
Nr. 20-004 bij O Shed in de haven van Durban op 18 december 2013
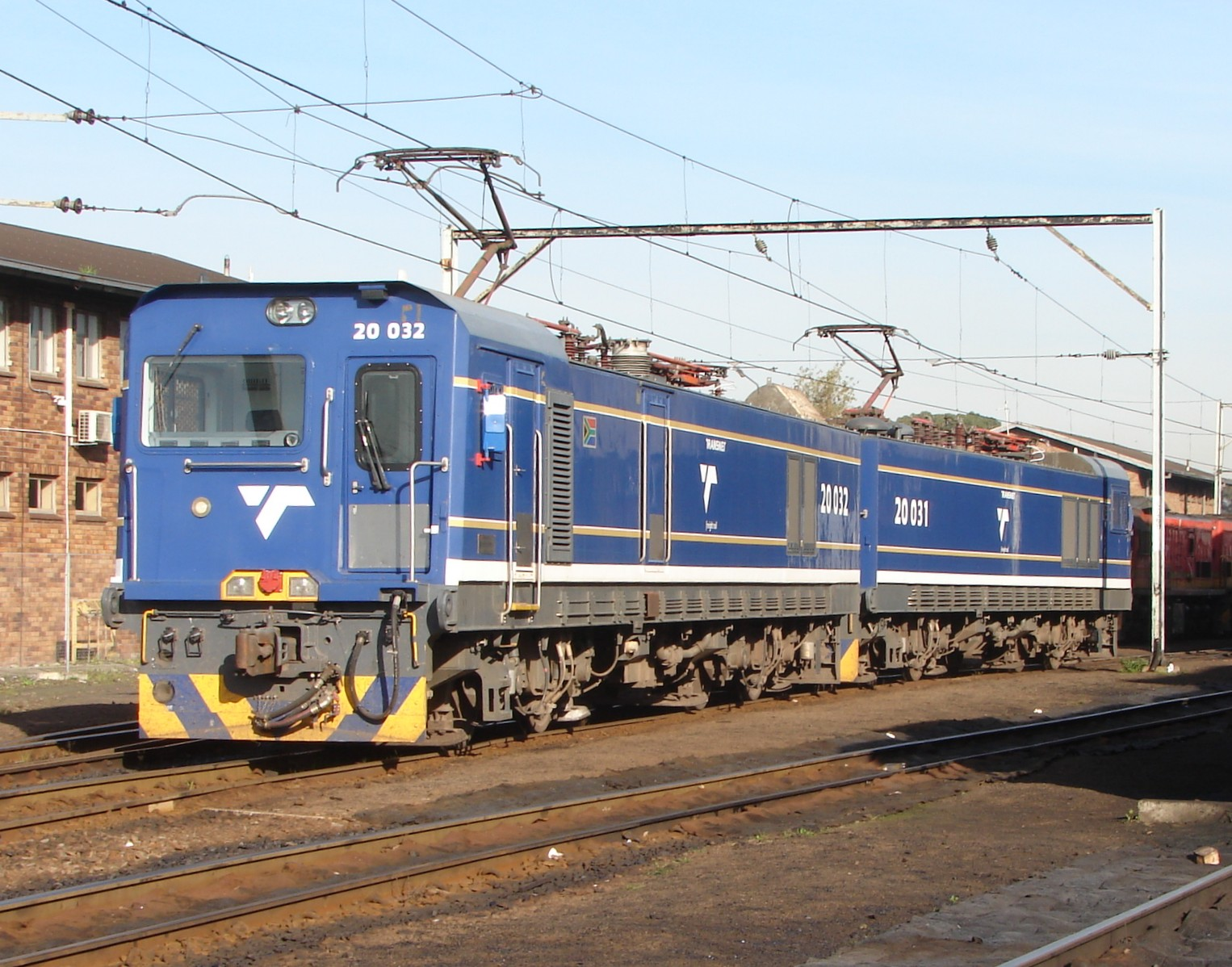
Bloutrein-eenheden 20-032 en 20-031, Bellville, 4 juli 2017
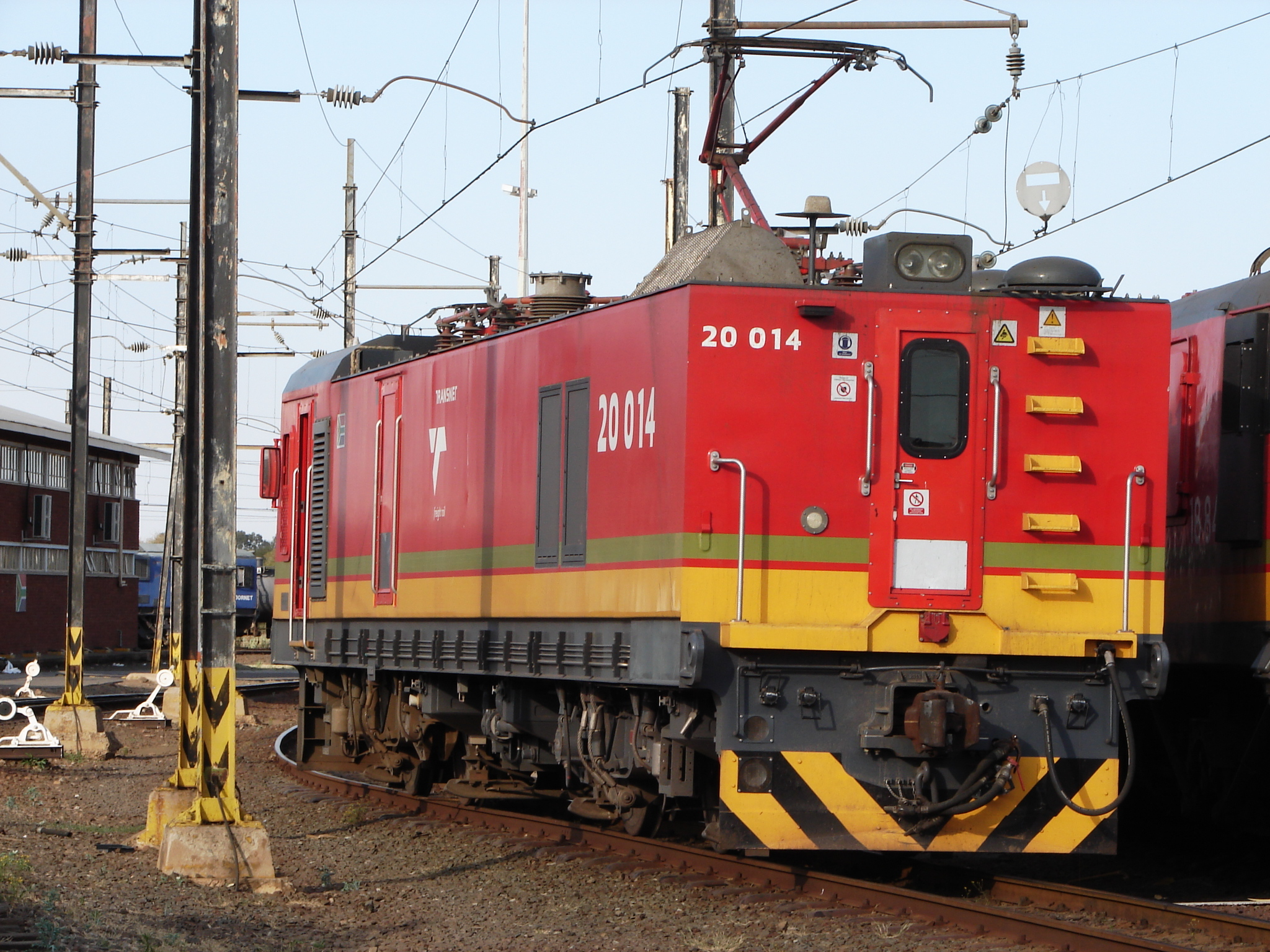
Nr. 20-014 in Beaconsfield, Kimberley op 7 oktober 2015